# Chris de Bont
Christianus H.M. (Chris) de Bont (Amsterdam, 17 februari 1951) is een Nederlands historisch geograaf.
De Bont studeerde sociale geografie aan de Universiteit van Amsterdam bij Elisabeth Gottschalk, waarbij hij zich specialiseerde in de historische geografie. In 1982 startte hij zijn loopbaan bij de Stichting voor Bodemkartering in Wageningen, waar hij onderzoek deed naar het grensvlak van fundamenteel en toegepast onderzoek.
Tijdens zijn tientallen jaren onderzoek publiceerde hij enkele studies die beschouwd kunnen worden als baanbrekend binnen het vakgebied van de historische geografie. Kort na de ontdekking van archeologen van de dynamiek in de Brabantse zandlandschappen publiceerde hij zijn studie Al het merkwaardige in bonte afwisseling. Een historische geografie van Midden- en Oost-Brabant (1993).
Het tweede deel van zijn carrière stond in het teken van de West-Nederlandse veengebieden. In 2000 verscheen Delfts water. Tweeduizend jaar bewoning door waterbeheer in het Delftse, dat ook in een Engelse editie verscheen. Daarop deed hij onderzoek naar de Groote Waard, verzwolgen bij de Sint-Elisabethsvloed van 1421. Hij publiceerde dit in 2006 onder de titel Onder de Biesbosch, Historisch-geografische en naamkundige bouwstenen voor een reconstructie van het in 1421 verdronken middeleeuwse cultuurlandschap van de Groote Waard. In 2008 bundelde hij zijn kennis over de ontstaansgeschiedenis van de veenontginningen in het proefschrift Vergeten land. Ontginning, bewoning en waterbeheer in de westnederlandse veengebieden (800-1350). Hierin kwamen ook nieuwe theorieën over de ontstaansgeschiedenis van Amsterdam naar voren, die de landelijke pers haalden.
Samen met Guus Borger, Chris' promotor Jelle Vervloet, Theo Spek en Hans Renes kan hij beschouwd worden als een van de leidende historisch-geografen in Nederland op de overgang van de 20e naar de 21e eeuw.
De Bont publiceerde verder regelmatig in het Tijdschrift voor Waterstaatsgeschiedenis, het Historisch-geografisch tijdschrift en in Tabula Batavorum. Hij is nog altijd bestuurslid van de Vereniging voor Waterstaatsgeschiedenis en was langere tijd redactielid van Tabula Batavorum. Hij stond verder aan de wieg van het historisch-geografisch classificatiesysteem Histland, dat inmiddels op provinciaal en lokaal schaalniveau gebruikt wordt door overheden.
In 2012 beëindigde hij zijn carrière bij Alterra, de opvolger van de Stichting voor Bodemkartering. Sindsdien doceert hij nog aan Wageningen University als opvolger van Jelle Vervloet en is hij werkzaam als zelfstandige. De Bont is gehuwd en heeft één dochter.